# II=I
II=I (Two Is One) је други албум шведског прогресив метал бенда . Издат је 2003. године.